# 打擊清洗黑錢財務行動特別組織
防制洗錢金融行動工作組織（英語：Financial Action Task Force (on Money Laundering)，縮寫：FATF，縮寫：GAFI，聯合國安全理事會第1617（2005）號決議稱之）於1989年7月由G7各國代表在法國召開時同意成立，總部位於法國巴黎，為世界上最重要的打擊洗錢國際組織之一，旨在發展政策以打擊洗錢及資助恐怖份子活動，並且協調各國的打擊洗錢的單位。

## 歷史
防制洗錢金融行動工作組織的核心精神建基於其所訂立的40項建議：早年只針對打擊個人通過金融系統洗清經由販毒得來的非法資產；1996年修訂後，加入打擊其他清洗黑錢類型的政策，並且逐漸成為全球多國承認為國際性的反清洗黑錢的標準政策。
2001年九一一事件發生後，該組織再修訂建議，建立了一個全面的全新框架，當中包括打擊恐怖份子籌資活動等等政策。在這份文件中，呼籲會員國修定及完善其所屬司法系統有關於打擊洗錢及資助恐怖份子活動的立法，使會員國制度與上述的建議保持一致。
2017年國際駭客洩漏的天堂文件事件引起軒然大波，打洗黑钱行动组织2007年主席詹姆斯·迈耶·沙逊勋爵涉入其中有2.36亿美元不明鉅額資產，他辯稱表示，文件所披露的2.36亿美元是他的祖母在几年前成立的，在英国没有盈利因此不需要纳税。並表示他在2002年加入财政部时有公开信托的存在。

## 會員國
防制洗錢金融行動工作組織共38個國家和區域型組織：
1. 阿根廷
2. 奥地利
3. 比利时
4. 巴西
5. 加拿大
6. 中國
7. 丹麦
8. 欧洲联盟
9. 芬兰
10. 法國
11. 德国
12. 希腊
13. 海湾合作委员会
14. 香港（於1991年以 英屬香港名義加入）
15. 冰島
16. 印度
17. 印度尼西亞
18. 愛爾蘭
19. 義大利
20. 日本
21. 荷蘭（*包括 荷蘭本土、 阿鲁巴、 及 荷屬聖馬丁）
22. 盧森堡
23. 马来西亚
24. 墨西哥
25. 新西兰
26. 挪威
27. 葡萄牙
28. 俄羅斯（自2023.2.24起暫停會籍）
29. 新加坡
30. 南非
31. 西班牙
32. 瑞典
33. 瑞士
34. 土耳其
35. 英国
36. 美国